# Воля-Пальчевська
Воля-Пальчевська (пол. Wola Palczewska) — село в Польщі, у гміні Варка Груєцького повіту Мазовецького воєводства.
Населення — 107 осіб (2011).
У 1975-1998 роках село належало до Радомського воєводства.

## Демографія
Демографічна структура станом на 31 березня 2011 року:
|          | Загалом | Допрацездатний вік | Працездатний вік | Постпрацездатний вік |
| -------- | ------- | ------------------ | ---------------- | -------------------- |
| Чоловіки | 62      | 22                 | 33               | 7                    |
| Жінки    | 45      | 7                  | 29               | 9                    |
| Разом    | 107     | 29                 | 62               | 16                   |